# Flight Global
Flightglobal.com é um website de noticias, história e informação sobre aviação e indústrias aeroespaciais.
O website foi criado em Fevereiro de 2006 como sendo, entre outros serviços e directorias, o website das revistas Flight International, Airline Business, ACAS, Air Transport Intelligence (ATI) e The Flight Collection.
A Flightglobal é um recurso precioso para a história da aviação, pois providencia na sua biblioteca mais de 1 milhão de imagens que datam desde a fundação da Flight em 1909. Milhares de imagens e cópias das páginas da Flight podem ser pesquisadas online.